# Haudricourt
Haudricourt är en kommun i departementet Seine-Maritime i regionen Normandie i norra Frankrike. Kommunen ligger i kantonen Aumale som tillhör arrondissementet Dieppe. År 2022 hade Haudricourt 456 invånare.

## Befolkningsutveckling
Antalet invånare i kommunen Haudricourt
| Referens: INSEE |